# Fyffes
Fyffes plc er en multinational irsk frugtproducent. De producerer, distribuerer og markedsfører en række frugter bl.a. bananer, ananas, meloner og andre eksotiske frugter. Produkterne markedsføres under Fyffes og Turbana mærkerne.
I 1888 i London begyndte Edward Fyffe kommerciel import af bananer.